# Lepidonotus brasiliensis
Lepidonotus brasiliensis är en ringmaskart som först beskrevs av Jean Louis Armand de Quatrefages de Bréau 1866.  Lepidonotus brasiliensis ingår i släktet Lepidonotus och familjen Polynoidae. Inga underarter finns listade i Catalogue of Life.